# Noemi dos Santos Cruz
Noemi dos Santos Cruz (Porto Belo, 25 de março de 1937 – Itajaí, 5 de maio de 2017) foi um político brasileiro.
Filho de Venício Pereira da Cruz e de Flaviana dos Santos Cruz. Casou com Eunice Stella Freitas.
Nas eleições de 1990 foi candidato a deputado estadual para a Assembleia Legislativa de Santa Catarina pelo Partido do Movimento Democrático Brasileiro (PMDB), obtendo 9.252 votos, ficando na suplência de seu partido, sendo convocado em 1993 para a 12ª Legislatura (1991-1995).